# Tinningstedt
Tinningstedt település Németországban, Schleswig-Holstein tartományban. Lakosainak száma 248 fő (2023. december 31.). Tinningstedt Braderup, Lexgaard, Karlum, Leck és Klixbüll községekkel határos.

## Népesség
A település népességének változása:
| Lakosok száma | 217  | 259  | 260  | 244  | 244  | 248  |
|               | 1975 | 2017 | 2019 | 2021 | 2022 | 2023 |